# 東京日産自動車販売
東京日産自動車販売株式会社（とうきょうにっさんじどうしゃはんばい、Tokyo Nissan Auto Sales Co., Ltd.）は、かつて東京都品川区に本社があった、日産自動車の販売会社である。

## 概要
東京全域に新車34店舗、中古車3店舗を展開していた。
現在はそのまま日産東京販売として営業を継続している。

## 沿革
会社分割以前の、旧・東京日産自動車販売株式会社については、「日産東京販売ホールディングス」を参照のこと。
- 2004年（平成16年）4月1日 - 東日カーライフグループ（旧・東京日産自動車販売）が自動車ディーラー事業について会社分割を行い、同社の子会社（新）東京日産自動車販売株式会社として設立。
- 2009年（平成21年）8月10日 - 林文子社長が横浜市長選挙出馬のため辞任。
- 2011年（平成23年）4月1日 - 東京日産自動車販売・日産プリンス東京販売・日産プリンス西東京販売の3社において、東京都の販売網の再編成を実施。これに伴い、法人・業者販売部門および東京23区内の一部店舗を日産自動車販売に移管する。
- 2021年（令和3年）7月1日 - 日産プリンス西東京販売・東京日産自動車販売・日産プリンス東京販売の3社合併一本化に伴い法人は解散。店舗はそのまま日産東京販売として営業を継続する。

## 事業所

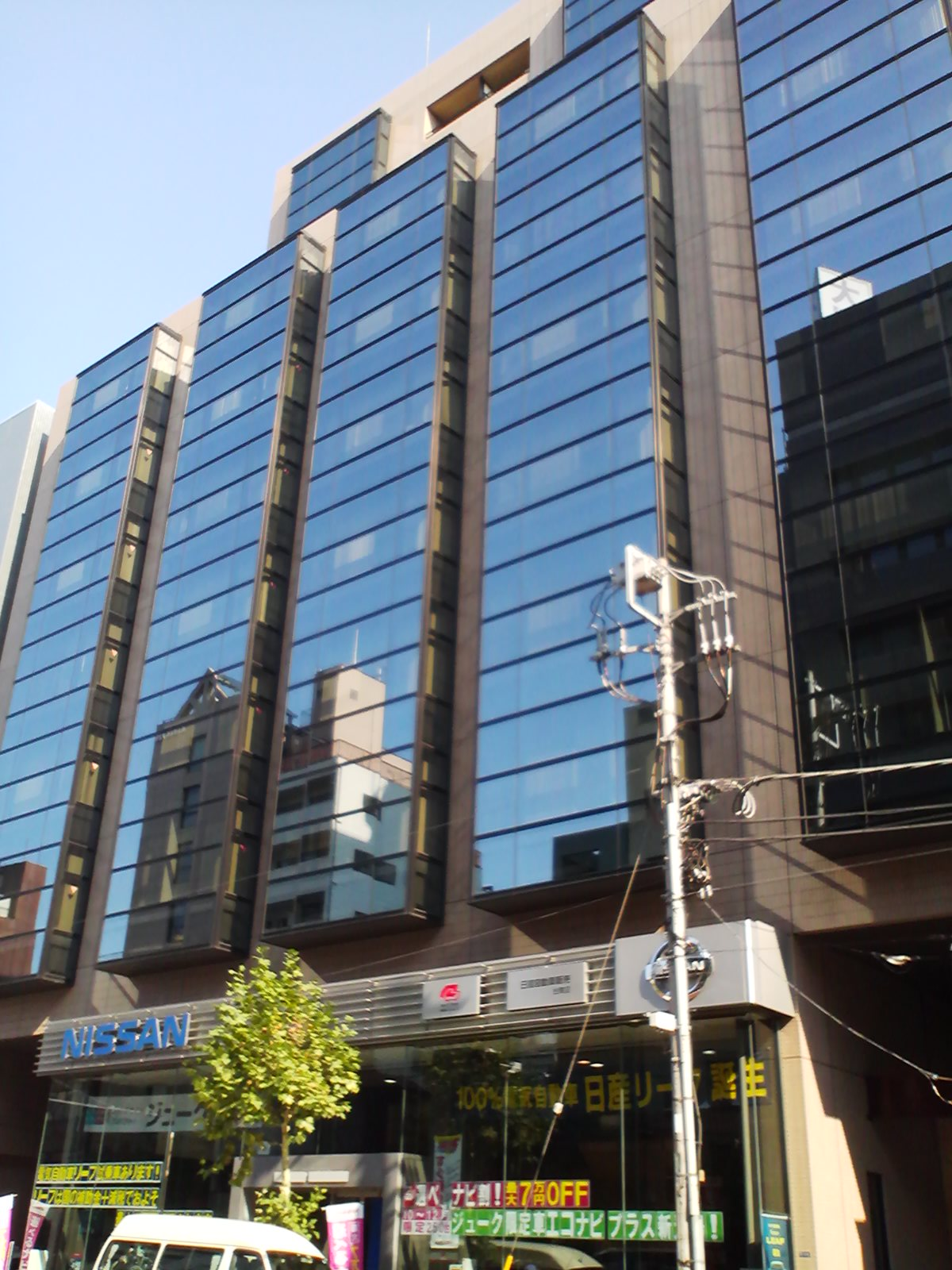
台東店

- 本社 - 東京都品川区西五反田四丁目32番1号
- 墨田菊川店 - 東京都墨田区江東橋五丁目2番27号（旧太洋日産菊川支店・菊川工場）
- 新車のひろば目黒店 - 東京都品川区西五反田四丁目32番9号
- 世田谷店 - 東京都世田谷区桜丘四丁目28番2号
- 太子堂店 - 東京都世田谷区太子堂三丁目25番9号
- 大森店 - 東京都大田区大森北六丁目24番14号
- 大田店 - 東京都大田区矢口二丁目4番12号
- 中野店 - 東京都中野区中央二丁目48番3号
- 江戸川店 - 東京都江戸川区西瑞江五丁目5番11号
- 小岩店 - 東京都葛飾区奥戸六丁目1番4号
- 西新井店 - 東京都足立区谷在家三丁目20番15号
- 足立店 - 東京都足立区保木間二丁目1番5号
- 荒川店 - 東京都荒川区荒川一丁目35番1号
- 井荻店 - 東京都杉並区下井草五丁目10番8号
- 杉並店 - 東京都杉並区高井戸東四丁目9番3号
- 関町店 東京都練馬区関町北三丁目2番9号
- 谷原店 - 東京都練馬区谷原一丁目21番19号
- 練馬店 - 東京都練馬区羽沢二丁目8番5号
- 環八板橋店 - 東京都板橋区東坂下一丁目1番10号
- 新車のひろば三鷹店・U-Carひろば三鷹店 - 東京都調布市深大寺東町八丁目33番1号
- 国分寺店 - 東京都国分寺市西元町三丁目7番14号
- 立川店 - 東京都立川市錦町六丁目27番3号
- 小平店 - 東京都小平市小川町二丁目1320番地
- 昭島店 - 東京都昭島市昭和町一丁目2番12号
- 多摩ニュータウン店 - 東京都多摩市永山六丁目22番2号
- 多摩境店 - 東京都町田市小山町1188-7
- 本町田店 - 東京都町田市本町田3301-1
- 堀之内駅前店 - 東京都八王子市堀之内三丁目28番
- 八王子店 - 東京都八王子市大和田町五丁目5番10号
- 八王子みなみ野店　- 東京都八王子市西片倉3-20-4
- 田無西原店 - 東京都西東京市西原町三丁目2番12号
- 東村山秋津店 - 東京都東村山市秋津町二丁目26番1号
- 新車のひろば村山店 - 東京都武蔵村山市榎一丁目1番8号
- あきる野店 - 東京都あきる野市秋川四丁目1番7号
- 青梅店 - 東京都青梅市新町九丁目2018番地1
- U-CARひろば立川店 - 東京都立川市泉町935-1
- U-CARひろば多摩店 - 東京都多摩市関戸6-4-1

### かつて運営していた店舗
- 中央晴海店 - 東京都中央区晴海三丁目9番4号
- 台東店 - 東京都台東区元浅草二丁目6番6号
- 渋谷店 - 東京都渋谷区東二丁目16番10号
- 巣鴨店 - 東京都豊島区巣鴨四丁目31番8号
- 目白高田店 - 東京都豊島区高田二丁目7番2号
- 西大島駅前店 - 東京都江東区大島二丁目20番20号
- 南町田店 - 東京都町田市鶴間654
- 碑文谷店 - 東京都目黒区碑文谷五丁目2番5号
- 江東店 - 東京都江東区東砂七丁目19番31号
- 北店 - 東京都北区赤羽南一丁目15番16号
- 葛飾店 - 東京都葛飾区金町一丁目19番5号
- 稲城店 - 東京都稲城市百村1603-3
- 新車のひろば府中店 - 東京都府中市緑町一丁目14番3号

## 関連会社
- 日産東京販売ホールディングス株式会社
- 株式会社車検館

### 東京都内の他日産車販売店
- 日産東京販売
- 日産自動車販売